# Vânt

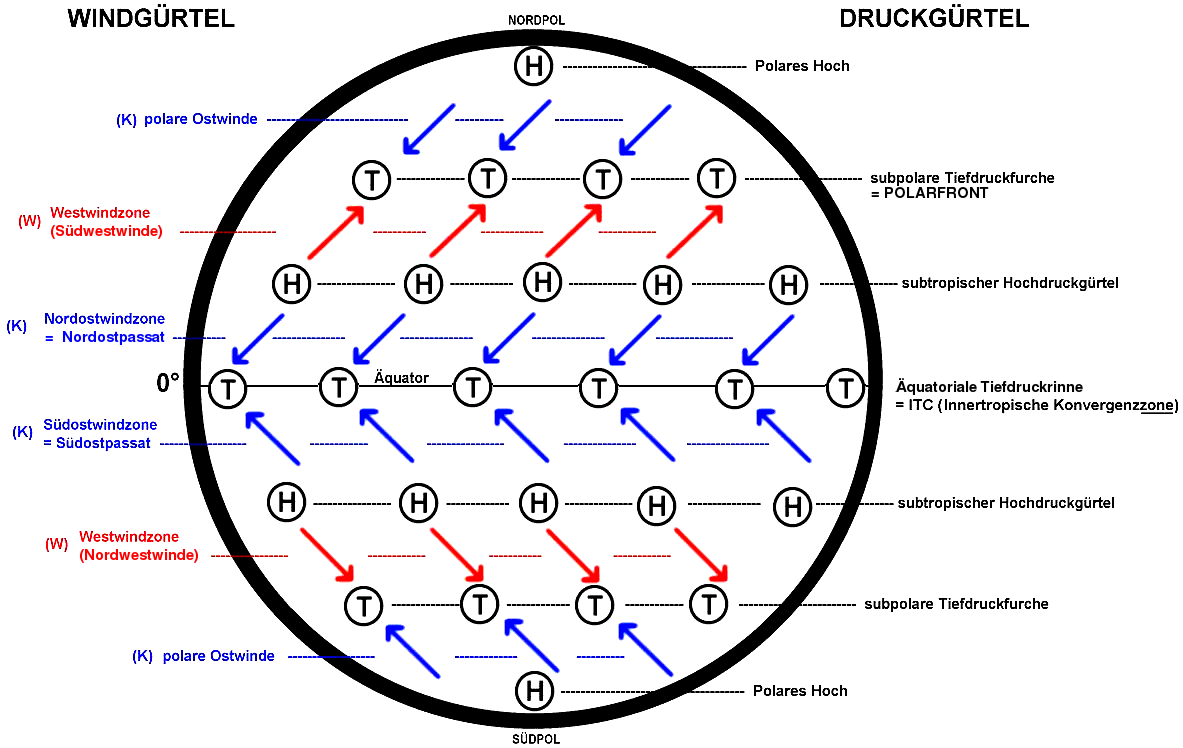
Schema formării vânturilor în funcție de cordoanele de presiuni atmosferice diferite

În meteorologie, prin vânt se înțelege un fenomen fizic ce se manifestă ca o circulație, o mișcare a aerului direcționată, mai puternică în atmosfera terestră.

## Denumiri ale vânturilor și tăriile acestora

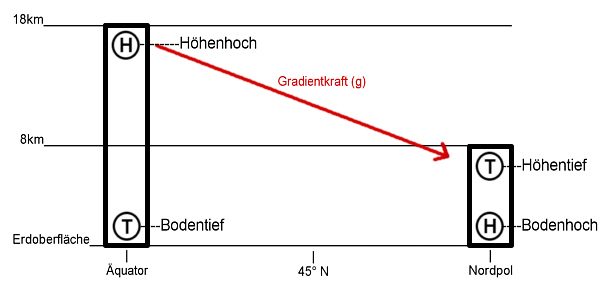
Curenții de aer se deplasează urmând forța gradientă de la un "minim" ecuator unde aerul cald se ridică spre un "maxim" la Pol.

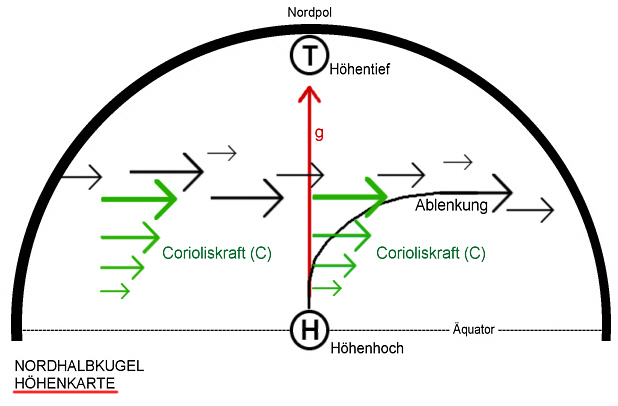
Forța Coriolis deviază, prin rotația pământului, în emisfera nordică, curentul de aer (vântul) spre vest formând așa numita categorie a vânturilor de vest.

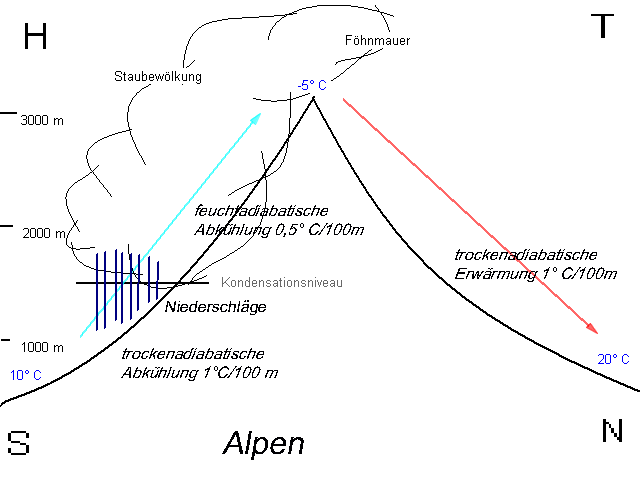
Vânt care întâlnește un munte (obstacol topografic)

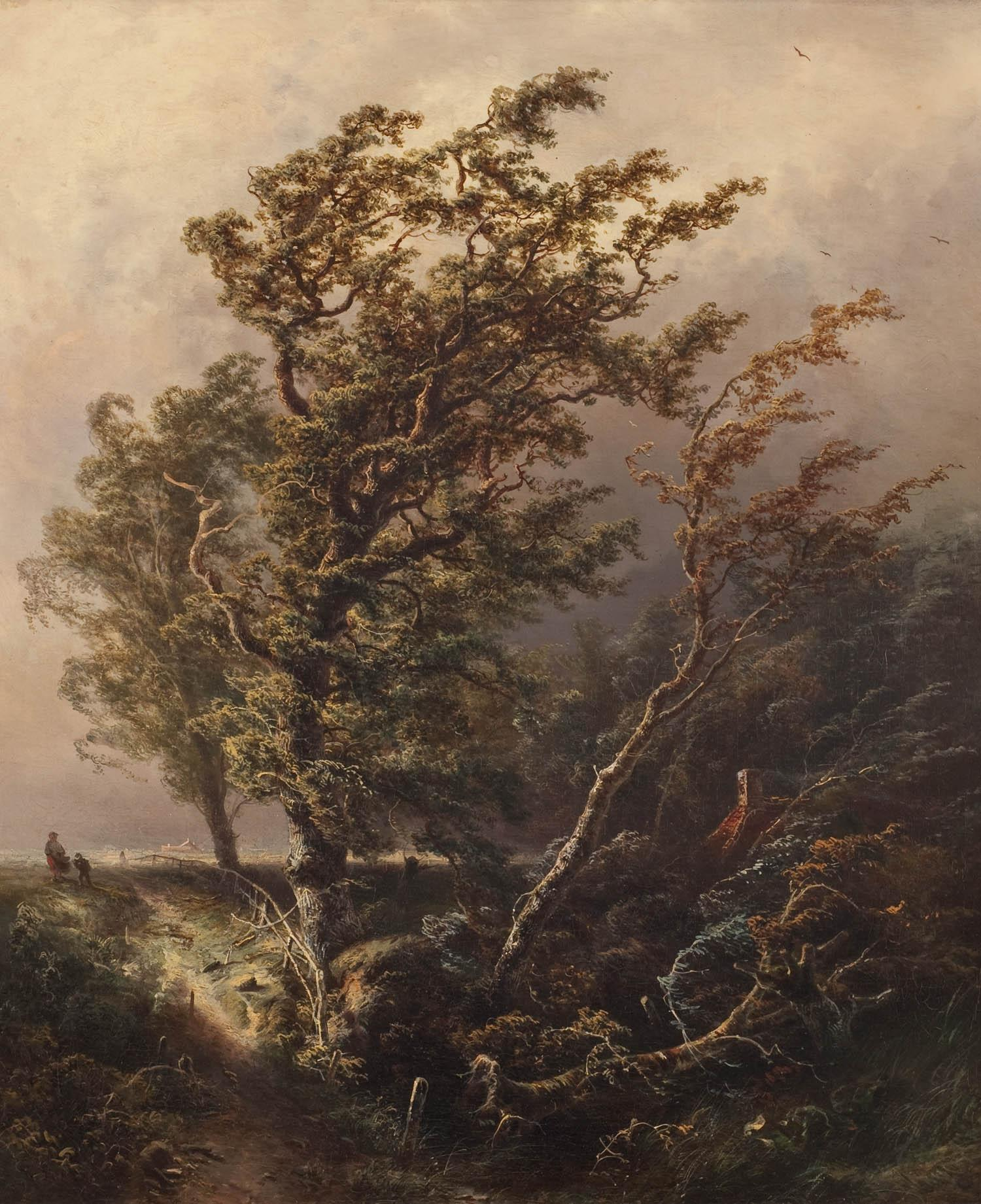
Pieter Kluyver (1816–1900)

Vânturile cu tăria între 2 - 5 se numesc briză, iar cele cu tăria între 6 -8 sunt numite vânt puternic, început de furtună. Vântul cu gradul de tărie peste 9 este numit pur și simplu furtună, iar vântul cu tăria peste 12 este numit, în funcție de zonă, ciclon, uragan sau taifun. Pe Pământ, vântul poate atinge teoretic 1230 km/oră (care este de fapt viteza sunetului), însă practic această viteză nu poate fi atinsă nici de cea mai puternică tornadă (până în prezent viteza maximă înregistrată de o tornadă fiind înregistrată de tornada din Oklahoma pe data de 3 mai 1999 cu o viteză a vântului de 486 km/h ± 32 km/h).

## Formare
Cauza principală a formării vântului este diferența presiunii atmosferice între două regiuni. Aerul cald fiind mai ușor se înalță producându-se un minim de presiune, locul lui va fi preluat de masele de aer din zona rece (maxim de presiune atmosferică), până când se va egala diferența de presiune dintre cele două regiuni. Această circulație a maselor de aer stă la baza aerodinamicii. Intensitatea vântului depinde direct proporțional de diferența de presiune dintre cele două zone geografice.
Direcția vântului este influențată de forța Coriolis care ia naștere prin rotația pământului, deviind, de exemplu, vânturile spre vest în emisfera nordică. Un alt factor care schimbă direcția și eventual temperatura vântului sunt obstacolele topografice ca: munți, văi sau canioane. Föehnul, de exemplu, este un vânt rece din Munții Alpi care la trecerea peste Alpi (urcare și coborâre) se încălzește prin fenomenul de frecare a maselor de aer de munte.